# Stary cmentarz żydowski w Drobinie
Stary cmentarz w Drobinie – kirkut został zdewastowany w czasie II wojny światowej. Hitlerowcy urządzili na nim plac ćwiczeń. Po 1945 został zamieniony na boisko. Cmentarz mieścił się w Drobinie przy obecnej ul. Szkolnej.